# Paronychia euphratica
Paronychia euphratica är en nejlikväxtart som först beskrevs av Mohammad Nazeer Chaudhri, och fick sitt nu gällande namn av Mohammad Nazeer Chaudhri. Paronychia euphratica ingår i släktet prasselörter, och familjen nejlikväxter. Inga underarter finns listade i Catalogue of Life.